# Comuna de Władysławowo
Władysławowo é uma comuna urbano-rural (entre 1973 e 2014, uma comuna urbana) na voivodia da Pomerânia, condado de Puck.
A sede da comuna é a cidade de Władysławowo. Em 31 de dezembro de 2023, a comuna tinha uma população de 14 345 habitantes.

## Localização
Em 31 de dezembro de 2023, a área do município era de 39,22 km². [3].
O município de Władysławowo tem uma área de 42,2 km², incluindo (de acordo com dados de 2002):
- Terras agrícolas 54%
- Terras florestais 18%[3]

A comuna é responsável por 6,68% da área do condado. É a comuna mais setentrional da Polônia.

## História
As unidades que compõem Władysławowo (final de 2014) têm um passado administrativo diferente. Chałupy, Chłapowo, Karwia, Ostrowo, Tupadła (agora Tupadły) e Wielka Wieś (agora Władysławowo propriamente dita) eram comunas unitárias, enquanto Cetniewo e Poczernino eram áreas senhoriais na voivodia da Pomerânia, inicialmente no condado de Puck (até o final de 1926) e depois no condado Marítimo. Todas as unidades mencionadas acima se tornaram parte da recém-criada comuna coletiva de Strzelno em 1 de agosto de 1934, exceto Chałup, que se tornou parte da recém-criada comuna coletiva de Hel, cobrindo toda a península de Hel naquela época.
Após a guerra, ambas as comunas passaram a pertencer à voivodia de Gdansk. Em 1 de julho de 1951, o nome do condado Marítimo foi alterado para Wejherowo. Em 1 de julho de 1952, uma unidade chamada comuna de Władysławowo foi criada. Ela foi formada por partes das comunas: a) Strzelno (a gromada de Wielka Wieś e partes das gromadas de Chłapowo (distrito de Cetniewo) e Swarzewo) e b) Hel (parte da gromada de Chałupy correspondente à área do atual distrito de Szotland na península de Hel). O nome Władysławowo também aparece na administração pela primeira vez. As áreas restantes permaneceram nas fronteiras da comuna de Strzelno, enquanto Chałupy propriamente dita permaneceu nas fronteiras da comuna de Hel. Conforme a classificação de 1 de julho de 1952, a comuna de Władysławowo — como a única comuna na voivodia de Gdańsk — não foi dividida em gromadas.
Com a abolição das comunas e a criação das gromadas no outono de 1954, as comunas de Władysławowo, Strzelno e Hel foram abolidas. A recém-criada gromada de Władysławowo incluía: quase toda a área da antiga gromada de Władysławowo da comuna de Władysławowo abolida, e a área da antiga gromada de Chałupy da comuna de Hel abolido. Chłapowo, da comuna abolida de Strzelno (com partes da antiga gromada de Władysławowo que não se tornaram parte da nova gromada de Władysławowo), tornou-se parte da recém-formada gromada de Strzelno; Tupadła tornou-se parte da recém-formada gromada de Mieroszyno; e Karwia e Ostrowo tornaram-se parte da recém-formada gromada de Karwia. Todas as quatro novas gromadas tornaram-se parte do condado de Puck reativado na mesma voivodia em 13 de novembro de 1954 (com efeito, a partir de 1 de outubro de 1954). No mesmo dia, a gromada de Władysławowo foi abolida e recebeu a condição de assentamento, ao mesmo tempo, fundindo Władysławowo e Chałupy em um único organismo.
Em 1 de janeiro de 1960, a gromada de Mieroszyno também foi abolida, incorporando sua área às gromadas de Strzelno (incluindo Chłapowo) e Karwia (as aldeias de Tupadła, Rozewie e Jasne Wybrzeże). Ao mesmo tempo, a gromada de Karwia (da qual as aldeias de Karwieńskie Błoto I e Karwieńskie Błoto II foram excluídas e incorporadas à gromada de Krokowa) foi renomeada para gromada de Jastrzębia Góra, com sede em Jastrzębia Góra.
Em 30 de junho de 1963, Władysławowo recebeu os direitos de cidade. No mesmo dia, a gromada de Jastrzębia Góra também foi abolida, dando-lhe a condição de assentamento e, ao mesmo tempo, fundindo Karwia, Ostrowo, Jastrzębia Góra, Tupadła, Rozewie e Jasne Wybrzeże em um único organismo de assentamento.
Em 1 de janeiro de 1970, a aldeia de Tupadły e as terras de 423,42 hectares foram excluídas do assentamento de Jastrzębia Góra, incorporando-as à gromada de Strzelno, no mesmo condado. Uma parte da área da cidade de Władysławowo (352,39 ha) também foi incorporada à gromada de Strzelno; por sua vez, outra parte de Władysławowo (361,77 ha) foi incorporada à gromada de Połczyno.
Em 1 de janeiro de 1973, as gromadas e os assentamentos foram abolidos e as comunas foram restabelecidas. No mesmo dia, o assentamento abolido de Jastrzębia Góra, as partes principais dos vilarejos de Chłapowo e Tupadły (1045,62 ha) e uma pequena parte do vilarejo de Swarzewo (66,6 ha) da gromada abolida de Strzelno foram incorporados a Władysławowo, que passou pela reforma sem mudanças de condição como uma comuna urbana.
As enormes mudanças territoriais de Władysławowo em 1973 contribuíram para um organismo urbano extenso e espacialmente incoerente, a chamada “cidade conglomerada”. A distância entre o Canal Karwinka, a oeste, e o limite oriental de Chałupy, na península de Hel, era de quase 25 km, com muitas seções sem contato físico entre distritos e assentamentos individuais (por exemplo, entre Karwia e Jastrzębia Góra, entre Jastrzębia Góra e Rozewie, entre Rozewie e Władysławowo propriamente dita; Ostrowo era uma ilha terrestre, enquanto a seção da península de Hel do centro de Władysławowo até Chałupy era praticamente subdesenvolvida).
Em 1 de junho de 1975, os condados e as antigas voivodias foram abolidos, e Władysławowo tornou-se parte da voivodia menor de Gdansk.
Em 1 de janeiro de 1993, partes das aldeias de Łebcz (357,31 ha), Strzelno (12,32 ha) e Swarzewo (144,78 ha) da comuna de Puck ainda foram incorporadas a Władysławowo.
Com outra reforma em 1 de janeiro de 1999, Władysławowo retornou ao condado de Puck na recém-criada voivodia da Pomerânia. A unidade de Władysławowo funcionou como uma comuna urbana até o final de 2014.

### Circunstâncias da mudança na classificação legal formal da comuna em 2015
Em 1 de janeiro de 2015, a comuna de Władysławowo mudou seu tipo de urbano para urbano-rural. Na prática, isso significou que as áreas de Chałupy, Chłapowo, Jastrzębia Góra, Karwia, Rozewie, Tupadły e Ostrowo foram excluídas da administração da cidade, dando a elas a classificação de vilarejos. As áreas excluídas se tornaram a área rural da comuna urbano-rural de Władysławowo. Em 1 de janeiro de 2015, a classificação de cidade de comuna urbana também foi retirada da comuna de Władysławowo, e a cidade de Władysławowo recebeu a posição de cidade no mesmo dia. Esse é um procedimento administrativo de duas etapas relacionado à mudança do tipo de comuna urbana para urbano-rural (uma situação idêntica foi enfrentada por Szczawnica em 2008 e Czarna Woda em 2014, quando as comunas urbanas de Szczawnica e Czarna Woda foram transformados em comunas urbano-rurais de Szczawnica e Czarna Woda).
A mudança da situação de comuna foi ditada por várias condições. Cada um dos vilarejos indicados para serem excluídos da cidade de Władysławowo tem um assentamento homogêneo e um traçado espacial e (exceto Chałup e Chłapowo) tem uma captação de água e uma estação de tratamento de esgoto em comum. As localidades são dominadas por edifícios residenciais unifamiliares, pensões e casas de fazenda. Os habitantes desses vilarejos (onde estão registrados) trabalham na agricultura, pesca e turismo, entre outros, bem como na prestação de serviços relacionados a esses setores, e a mudança na classificação da comuna para urbano-rural possibilitará o aproveitamento dos fundos da União Europeia destinados às áreas rurais. Os residentes dos vilarejos recém-criados terão a oportunidade de instalar fazendas de agroturismo e poderão ter acesso a empréstimos relacionados, além de poderem alugar até cinco quartos em fazendas sem registrar uma empresa.
Uma importante justificativa para a mudança na posição da comuna foi também os inúmeros detalhes de endereço incorretos fornecidos pela comuna ao longo dos anos (registro de matrículas, registro de empresas, concessão de várias licenças) — ou seja, em diferentes partes da cidade e não na própria Władysławowo. Uma inspeção do voivoda da Pomerânia chamou a atenção para esse fato, e a comuna foi obrigada a corrigir todos esses endereços. Descobriu-se que os custos dessa negligência seriam tão altos (troca de 4.100 carteiras de identidade, carteiras de habilitação e cartões de registro, bem como a correção de 409 permissões para a venda de álcool e a mudança de endereços em 1.194 cartões do registro de instalações de hotéis) que seria mais barato reduzir a área da cidade (troca de apenas 48 carteiras de identidade).
Após a desconexão de sete sołectwa e assentamentos, a cidade de Władysławowo compreende 5 distritos: Cetniewo, Hallerowo, Śródmieście, Szotland e Żwirowa. Os vilarejos isolados do norte e do oeste (Chłapowo, Jastrzębia Góra, Karwia, Ostrowo, Rozewie e Tupadły) formam a área rural territorialmente coerente da comuna de Władysławowo, enquanto Chałupy, na península de Hel, é seu exclave, entre a cidade de Władysławowo e Kuźnica (a comuna de Jastarnia). Vale a pena mencionar que uma seção significativa da península de Hel (5,5 km), que faz parte do distrito de Szotland, permanece nos limites da cidade de Władysławowo.

## Autoridades e política
Os residentes elegem 15 conselheiros para o conselho municipal. A autoridade executiva é o prefeito. Após as eleições de 2014, o prefeito de Władysławowo é Roman Kużel.
Os habitantes da comuna elegem deputados para o Sejm pelo círculo eleitoral n.º 26, deputados para o Parlamento Europeu pelo círculo eleitoral n.º 1 e, com os habitantes de Jastarnia e Hel, elegem 6 conselheiros para o Conselho do Condado de Puck (composto por 19 conselheiros).

## Unidades auxiliares
- Distritos de Władysławowo: Cetniewo, Hallerowo, Śródmieście, Szotland, Żwirowa
- Sołectwa: Chłapowo, Chałupy, Jastrzębia Góra, Karwia, Ostrowo, Rozewie, Tupadły.

## Localidades
- Cidade: Władysławowo
- Aldeias: Chałupy, Chłapowo, Jastrzębia Góra, Karwia, Ostrowo, Rozewie, Tupadły

## Comunas vizinhas
Jastarnia, Puck, Krokowa